# Глинских, Вячеслав Николаевич
Вячесла́в Никола́евич Гли́нских (род. 28 сентября 1976) — российский учёный-геофизик, доктор физико-математических наук, профессор РАН (2018), член-корреспондент РАН (2019).

## Биография, карьера
Родился в 1976 году.
Окончил геологический факультет Новосибирского государственного университета (НГУ) (1999, магистратура).
2002 г. — кандидат физико-математических наук по специальности «геофизика, геофизические методы поисков полезных ископаемых» (тема диссертации: «Двумерное численное моделирование и инверсия данных электромагнитного каротажа в нефтегазовых скважинах», место защиты — Объединённый институт геологии, геофизики и минералогии Сибирского отделения РАН).
2016 г. — доктор физико-математических наук по той же специальности (тема: «Экспресс-моделирование данных электромагнитного каротажа и реконструкция электрофизических параметров пространственно неоднородных коллекторов», место защиты — Институт нефтегазовой геологии и геофизики (ИНГГ) Сибирского отделения РАН).
Работает в ИНГГ, в настоящее время заведует лабораторией многомасштабной геофизики. Параллельно с научно-исследовательской работой, преподаёт в НГУ.
В 2018 году избран профессором Российской академии наук.
Член-корреспондент РАН (избран в 2019 году).

## Профессиональная деятельность
Научные интересы В. Н. Глинских:
- теория электрических и электромагнитных зондирований геологических сред;
- численные методы решений прямых и обратных задач электродинамики;
- моделирование и интерпретация данных скважинной электрометрии;
- геофизические методы исследований нефтегазовых скважин;
- параллельные вычисления на графических процессорах в задачах каротажа.

Соавтор монографии:
- Эпов М. И., Глинских В. Н. Электромагнитный каротаж: моделирование и инверсия // Новосибирск: Академическое изд-во «Гео», 2005, 98 с.,

более 90 публикаций в научных журналах и трудах конференций, а также двух патентов.
Как преподаватель НГУ, ведёт курсы: «Методы интерпретации ГИС при подсчёте запасов нефти и газа»; «Методы геофизических исследований скважин»; «Нефтепромысловая геофизика».

## Награды
- Почётная грамота Президента Российской Федерации (5 февраля 2024 года) — за заслуги в развитии отечественной науки, многолетнюю плодотворную деятельность и в связи с 300-летием со дня основания Российской академии наук[4].